# Арункута
Арункута (рум. Aruncuta) — село у повіті Клуж в Румунії. Входить до складу комуни Суату.
Село розташоване на відстані 304 км на північний захід від Бухареста, 28 км на схід від Клуж-Напоки.

## Населення
За даними перепису населення 2002 року у селі проживали 410 осіб.
Національний склад населення села:
| Національність | Кількість осіб | Відсоток |
| -------------- | -------------- | -------- |
| румуни         | 400            | 97,6%    |
| угорці         | 10             | 2,4%     |

Рідною мовою назвали:
| Мова      | Кількість осіб | Відсоток |
| --------- | -------------- | -------- |
| румунська | 400            | 97,6%    |
| угорська  | 10             | 2,4%     |